# Дичня (река)
Дичня — река в России, протекает по Орловской области. Согласно данным водного реестра, Дичня является левым притоком Пшевки (иногда Дичня рассматривается как приток Зуши).

## География
Река Дичня берёт начало в районе деревни Туровка. Течёт на север. Устье реки находится в 4,6 км по левому берегу реки Пшевка. Длина реки составляет 22 км, площадь водосборного бассейна — 100 км².

## Данные водного реестра
По данным государственного водного реестра России относится к Окскому бассейновому округу, водохозяйственный участок реки — Ока от города Орёл до города Белёв, речной подбассейн реки — бассейны притоков Оки до впадения Мокши. Речной бассейн реки — Ока.
Код объекта в государственном водном реестре — 09010100212110000018186.